# Chereuta
Chereuta é um gênero de traça pertencente à família Agonoxenidae.